# Vincent Patar
Vincent Patar (2 settembre 1965) è un regista e sceneggiatore belga. È attivo nel campo dell'animazione.

## Biografia
Nel 2009 ha diretto e scritto il film Panico al villaggio insieme a Stéphane Aubier. Con questo film ha vinto il Méliès d'argento.
Nel 2012 ha invece codiretto con lo stesso Aubier e con Benjamin Renner il film Ernest & Celestine, che ha ricevuto tre Premi Magritte, tra cui il premio come miglior regista, e una nomination ai Premi Oscar 2014 nella categoria miglior film d'animazione.

## Filmografia principale
Regista
- 1988 - Pic Pic André show
- 2001 - Pic-Pic, André et leurs amis
- 2009 - Panico al villaggio
- 2012 - Ernest & Celestine